# Can You Feel My Heart
"Can You Feel My Heart" é uma canção da banda britânica de rock Bring Me the Horizon. Escrita pelo vocalista Oliver Sykes, o guitarrista Lee Malia e o tecladista Jordan Fish, foi produzida por Terry Date e incluído no quarto álbum de estúdio da banda, Sempiternal. A canção também foi lançada como o quarto e último single do álbum em 8 de outubro de 2013, alcançando a quinta posição na UK Rock & Metal Singles Chart.

## Promoção e lançamento
A música foi lançada em outubro de 2013 como o quarto e último single do Sempiternal, incluindo remixes da música por Enter Shikari (sob o pseudônimo de "Shikari Sound System") e do produtor eletrônico Jakwob. Posteriormente, foi incluída como a faixa de encerramento do primeiro álbum ao vivo da banda, Live at Wembley, lançado em 2015 e também é apresentada no segundo, Live at the Royal Albert Hall de 2016. Em junho de 2014, "Can You Feel My Heart" foi destaque na trilha sonora do videogame EA Sports UFC.

## Composição e letra
"Can You Feel My Heart" foi uma das primeiras canções de Bring Me the Horizon escritas com o tecladista Jordan Fish, antes de sua adição oficial à banda em 2013. Conversando com Sugarscape.com, o baixista Matt Kean lembrou: "Quando estávamos escrevendo essa música, foi a primeira vez que percebemos que Jordan... estava tendo um grande impacto na composição", sugerindo que ele influenciou a mudança de direção da banda no restante do Sempiternal. O vocalista Oliver Sykes confirmou isso em um recurso faixa por faixa com Metal Hammer, proclamando que "Este foi o ponto de virada; foi o primeiro em que Jordan realmente se esforçou e, obviamente, você pode ouvir isso porque é muito pesado em a eletrônica". A letra da música foi escrita por Sykes, que explicou que se trata "tudo sobre admissão, admitir que você tem um problema e admitir que algo está errado". A Alternative Press rotulou "Can You Feel My Heart" como uma música emo. Escrevendo para Music Feeds, Mike Hohnen descreveu "Can You Feel My Heart" como uma faixa que combina elementos de rock eletrônico e hard rock. Explicando melhor a canção, Sykes explicou:

"Tudo em "Can You Feel My Heart" é sobre aceitar, admitir que você tem um problema e admitir que algo está errado, esse é o primeiro passo de todo o álbum. Na minha vida, tive que admitir certas coisas para poder seguir em frente. Todas elas tratam de temas diferentes."

## Videoclipe
O videoclipe de "Can You Feel My Heart", dirigido por Richard Sidwell e Alistair Legrand, foi filmado em Los Angeles, Califórnia e lançado em 16 de agosto de 2013.The Guardian, que estreou o vídeo, descreveu-o como "adequadamente ostentoso" para a música, destacando que "segue um homem de aparência angustiada que é perseguido por seres malignos usando máscaras de médico da peste negra". Amy Sciaretto, do Noisecreep, acrescentou que as pessoas mascaradas "[perseguem] e então [realizam] um procedimento exploratório em um jovem cavalheiro desavisado que sangra um sangue grosso e preto", extraindo algo de seu estômago. Em um artigo publicado em abril de 2015, a Kerrang! classificou-o como o quinto melhor videoclipe de Bring Me the Horizon.
Até junho de 2023, o videoclipe de "Can You Feel My Heart" possuía mais de 170 milhões de visualizações no YouTube.

## Recepção critica
Vários críticos elogiaram "Can You Feel My Heart" como uma boa ilustração do álbum, em particular a presença de elementos eletrônicos impulsionados pela adição do tecladista Jordan Fish à banda. Dean Brown, do PopMatters, explicou que "Onde as faixas de eletrônica artificial no [álbum anterior] There Is a Hell... soaram desvinculadas da música, as contribuições de Jordan Fish aqui são perfeitamente incorporadas e audíveis desde o início brilhante da abertura "Can You Feel My Heart". Mike Diver, da BBC Music, observou que a faixa, ao lado do single anterior "Sleepwalking", "apresenta novas texturas sintéticas à frente do mix de BMTH". Outras resenhas publicadas por AllMusic, Alternative Press e Exclaim! identificaram a abertura do Sempiternal como um destaque do álbum. O redator do The Guardian, Dom Lawson, foi menos positivo, criticando a "arrogância dubstep e sintetizadores exagerados" da música.
"Can You Feel My Heart" também foi incluída em listas de melhores canções de Bring Me the Horizon de vários comentaristas - Alternative Press a incluiu em segundo lugar em sua lista em maio de 2015,Loudwire classificou-a em sexto lugar em maio 2014 e AXS nomeou-a como sétima melhor em maio de 2015. O escritor do Metal Hammer, Luke Morton, classificou-a como a quinta melhor música da banda, destacando-a como "o ponto em que o jogo do metal mudou" devido ao uso de eletrônicos, que ele afirmou ser "o melhor uso de eletrônicos em uma música do BMTH". Em 2019, a Billboard classificou a canção em oitavo lugar em sua lista das 10 melhores músicas de Bring Me the Horizon e em 2022, Kerrang! a classificou em sexto lugar em sua lista das 20 melhores músicas da banda.

## Desempenho comercial
"Can You Feel My Heart" estreou no UK Rock & Metal Singles Chart em número 26 em 7 de abril de 2013, após o lançamento de Sempiternal. Posteriormente, alcançou sua posição de pico entre os cinco primeiros da parada em 20 de outubro, depois de ter sido lançado como o quarto e último single do álbum, e passou um total de 12 semanas no top 40. A música voltou a entrar nas paradas em janeiro de 2021 e voltou à sua posição de pico em 22 de janeiro de 2021. Nos Estados Unidos, o single alcançou a posição 26 na parada Billboard Mainstream Rock e a posição 39 na parada Hot Rock Songs.

## Na cultura popular
No início de 2021, a música ganhou popularidade na plataforma de compartilhamento de vídeos TikTok, possivelmente devido à estrela da rede Jeris Johnson remixar a música por conta própria e seus usuários usarem a música em seus vídeos. A canção também se tornou amplamente usada em vários memes da Internet após um ressurgimento de popularidade, em particular, memes apresentando o fisiculturista e modelo russo Ernest Khalimov (também conhecido como "Giga Chad"). Como resultado, a música foi classificada como número um no Hard Rock Streaming Songs da Billboard, tornando-se a primeira música lançada após o ano 2000 a alcançar o feito. O remix de Johnson chamou a atenção da banda, com Sykes comentando "Puta merda adoramos isto Jeris. Verifique sua caixa de entrada. Vamos fazer alguma coisa". O remix completo foi lançado em 5 de março de 2021.
Em 2023, "Can You Feel My Heart" foi sampleado na canção "Automotivo Bibi Fogosa" da cantora brasileira Bibi Babydoll e do produtor musical DJ Brunin XM, que se tornou viral no TikTok e liderou as paradas na Ucrânia durante a invasão russa da Ucrânia.

## Faixas
| Download digital |                                                      |         |  |
| N.º              | Título                                               | Duração |  |
| 1.               | "Can You Feel My Heart"                              | 3:48    |  |
| 2.               | "Can You Feel My Heart" (Shikari Sound System remix) | 4:24    |  |
| 3.               | "Can You Feel My Heart" (Jakwob remix)               | 4:33    |  |
| Duração total:   | Duração total:                                       | 12:45   |  |

| Disco de imagem 7" |                                                      |         |  |
| N.º                | Título                                               | Duração |  |
| 1.                 | "Can You Feel My Heart"                              | 3:49    |  |
| 2.                 | "Can You Feel My Heart" (Shikari Sound System remix) | 4:26    |  |
| Duração total:     | Duração total:                                       | 8:15    |  |

## Músicos
Bring Me the Horizon
- Oliver Sykes – vocais, programação, guitarra[41]
- Lee Malia – guitarra, vocais de apoio
- Matt Kean – baixo
- Matt Nicholls – bateria, percussão
- Jordan Fish – teclado, sintetizador, programação, sampler, percussão, vocais de apoio

## Paradas
| Parada (2014–2021)                                      | Posição de pico |
| ------------------------------------------------------- | --------------- |
| República Checa (Singles Digitál Top 100)               | 96              |
| Mundo (Billboard Global 200)                            | 186             |
| Eslováquia (Singles Digitál Top 100)                    | 94              |
| Reino Unido (OCC UK Rock and Metal)                     | 5               |
| Estados Unidos (Billboard Hot Rock & Alternative Songs) | 39              |